# Vogelfuß-Segge
Die Vogelfuß-Segge (Carex ornithopoda) ist eine Pflanzenart aus der Gattung der Seggen (Carex) innerhalb der Familie der Familie der Sauergrasgewächse (Cyperaceae).

## Beschreibung

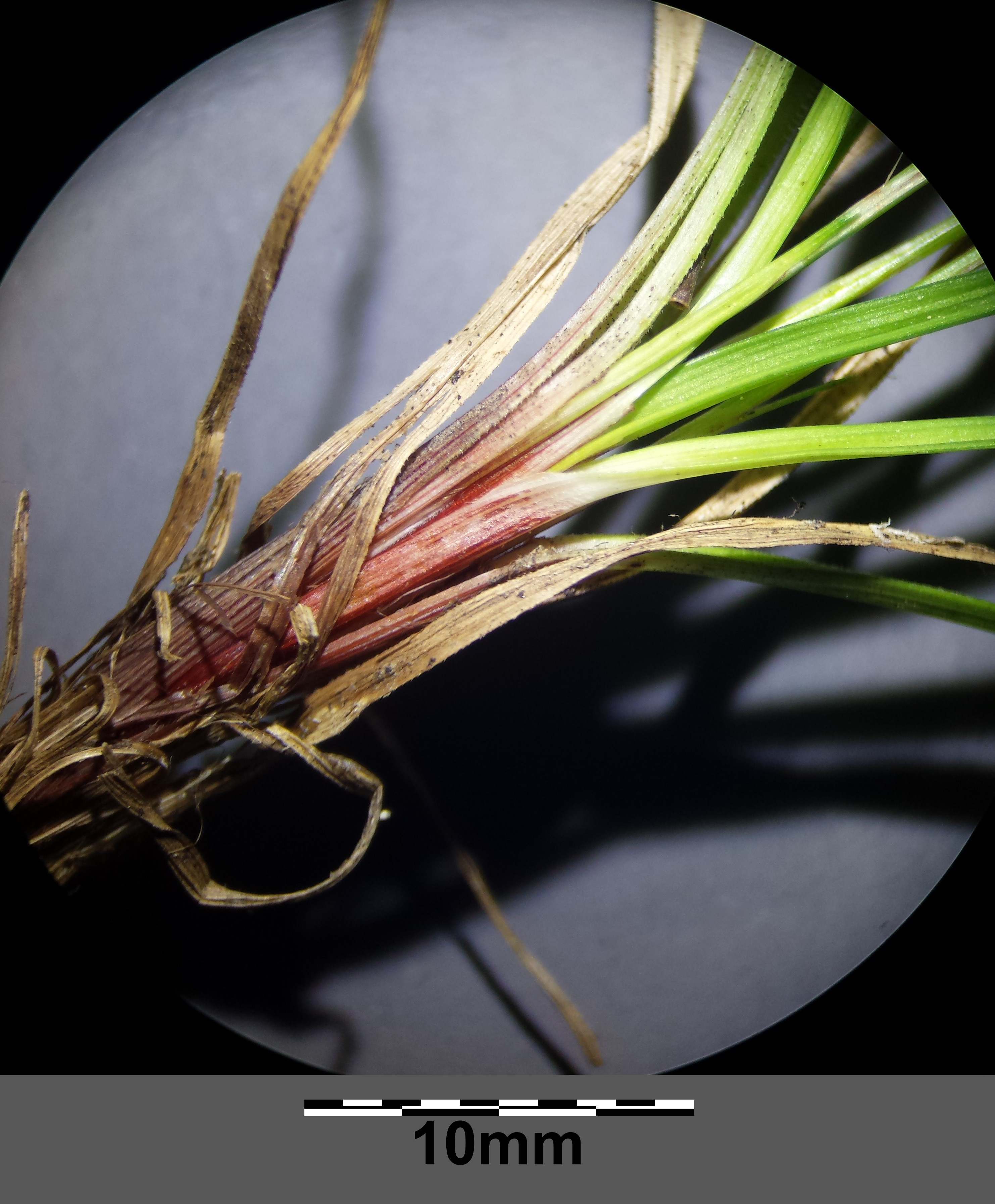
Die untersten Blattscheiden

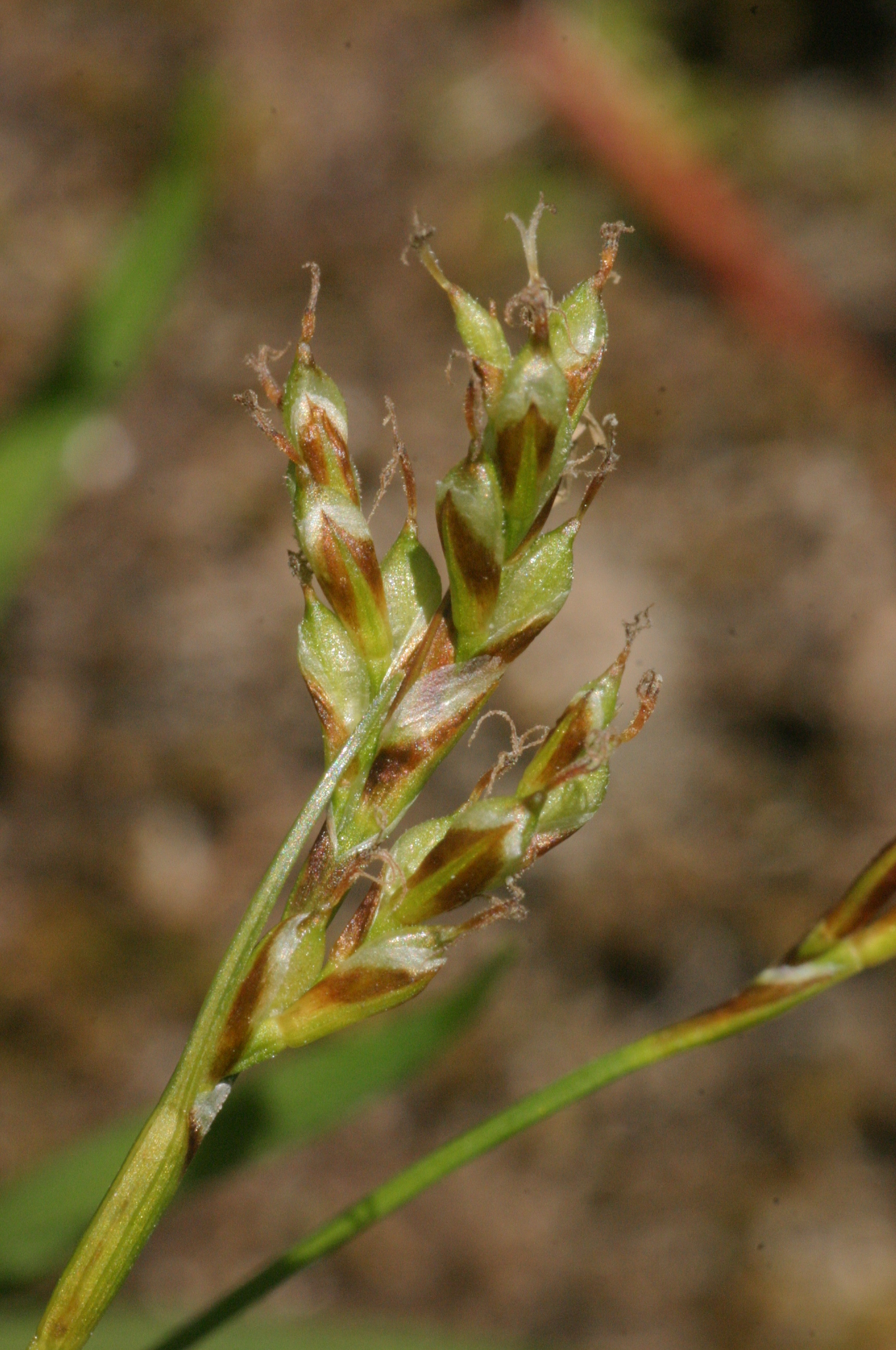
Blütenstand

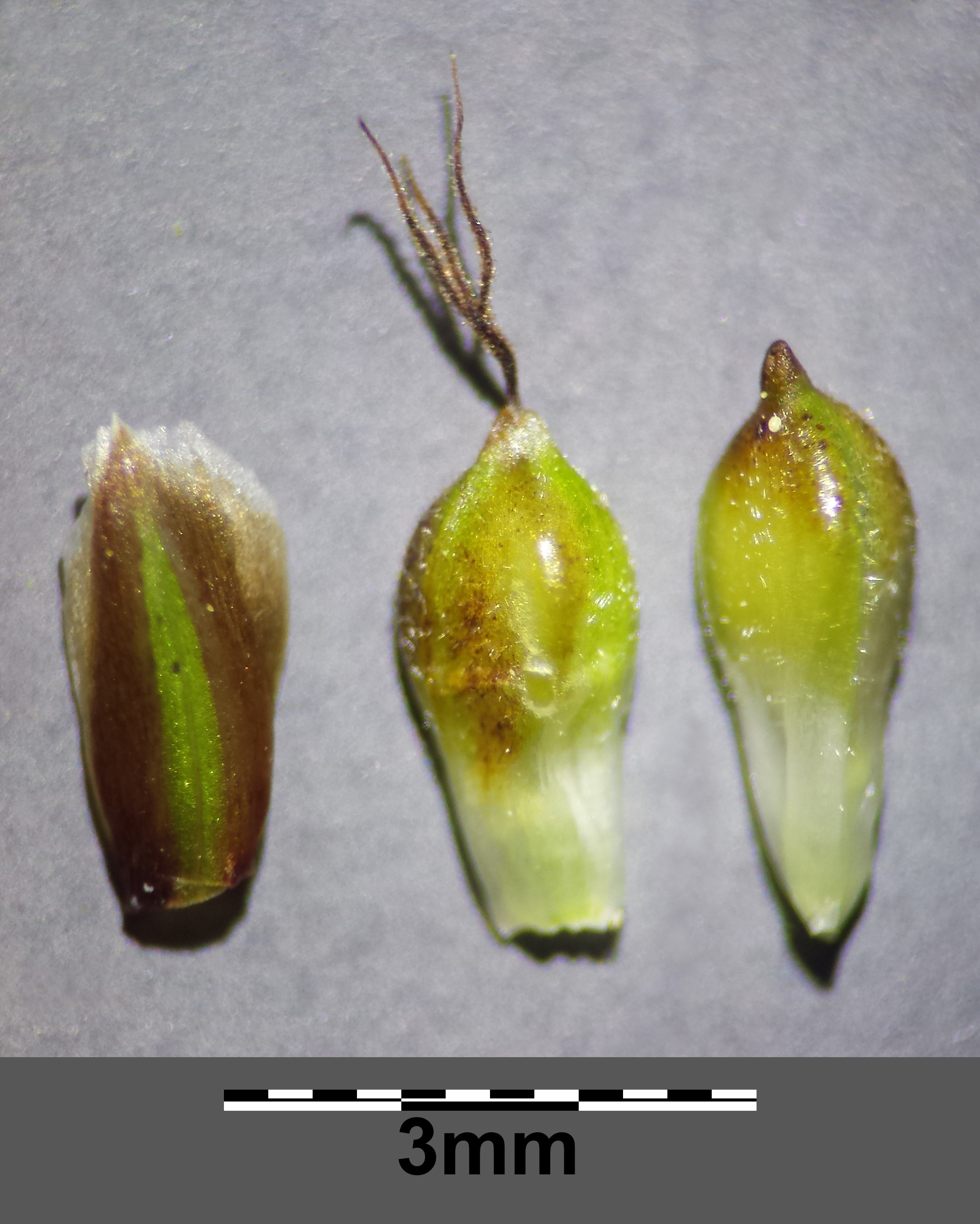
Deckblatt und zwei Schläuche

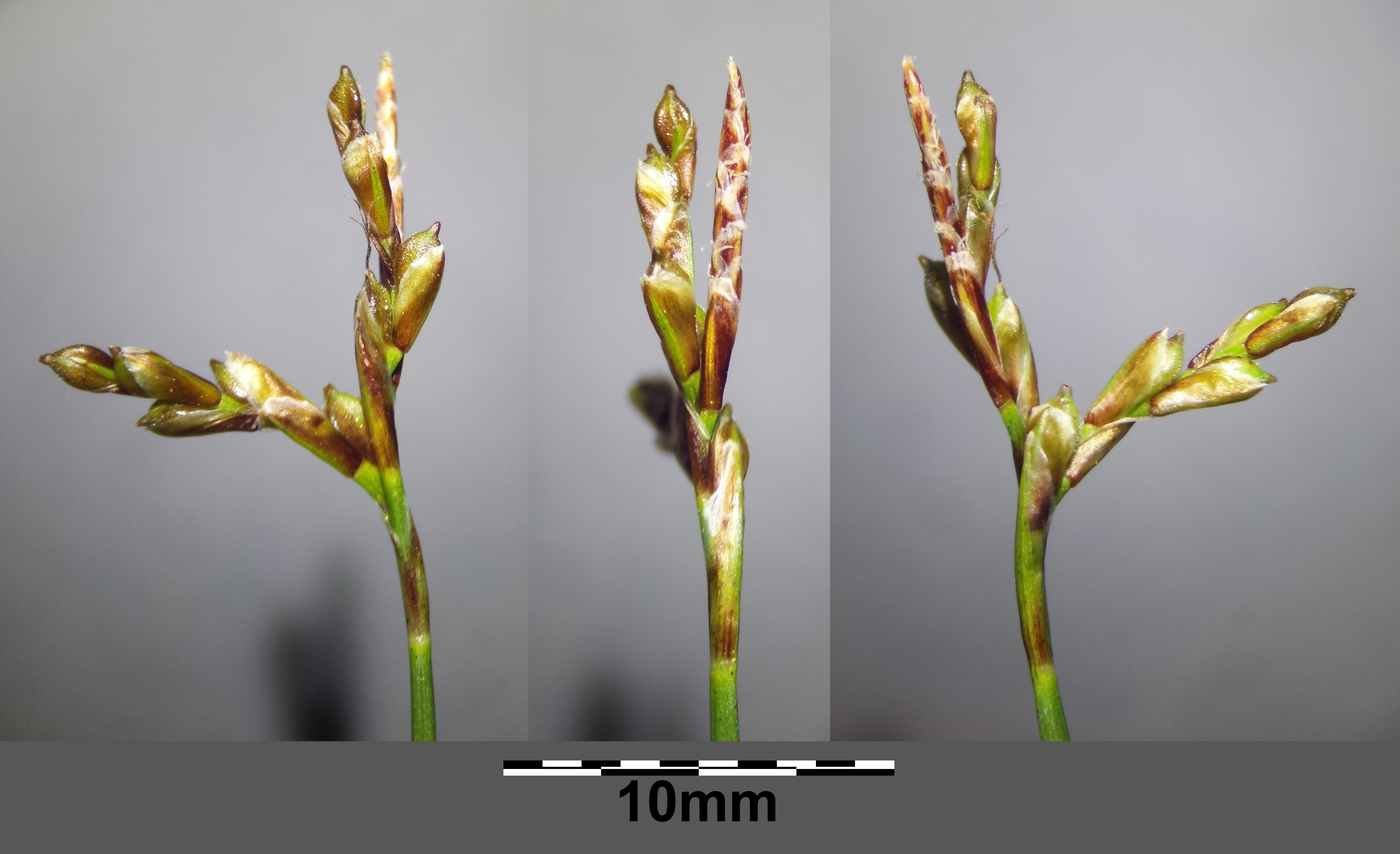
Vogelfußartiger Blütenstand mit zwei weiblichen und einer männlichen Ähre

### Vegetative Merkmale
Die Vogelfuß-Segge ist eine ausdauernde krautige Pflanze und erreicht Wuchshöhen von 8 bis 15, selten bis zu 25 Zentimetern. Sie wächst in kleinen Horsten und hat eine zentrale Blattrosette. Die Stängel sind seitenständig und aufrecht, annähernd stielrund und im oberen Bereich rau. Die derben, blass-grünen und schwach glänzenden Laubblätter sind meist unter 10 Zentimeter lang sowie 1 bis 4 Millimeter breit. Der Blattrand ist rau. Die Laubblätter sind kürzer als der Stängel. Die grundständigen Blattscheiden sind hell-braun bis schmutzig-purpurfarben und zerfasern.

### Generative Merkmale
Die Blütezeit reicht je nach Unterart von April bis Juli. Die Vogelfuß-Segge ist eine verschiedenährige Segge. Es gibt zwei bis vier weibliche Ährchen mit je zwei bis fünf locker stehenden Blüten. Die Ährchen sind 6 bis 10 Millimeter lang, die unteren sind deutlich gestielt und ragen mit ihrem Stiel aus ihrem Hüllblatt heraus. Die Ährchen sind einander fingerförmig genähert. Die männliche Ährchen sind 4 bis 8 Millimeter lang und schmal. Die rot- bis blass-braunen Tragblätter der weiblichen Blüten sind verkehrt-eiförmig, nicht gezähnelt und haben fast immer einen schmalen Hautrand. Der Griffel trägt drei Narben. Die braun-grünen, rötlichen bis schwarz- oder grünlich-braunen Schläuche sind bei einer Länge von 2 bis 3 Millimetern länger als ihr Tragblatt und sind nach oben in einen deutlichen Schnabel verschmälert; sie sind je nach Unterart dicht kurz behaart oder kahl.
Die Frucht ist eiförmig, dreikantig und fast schwarz.
Die Chromosomenzahl beträgt 2n = 52 oder 54.

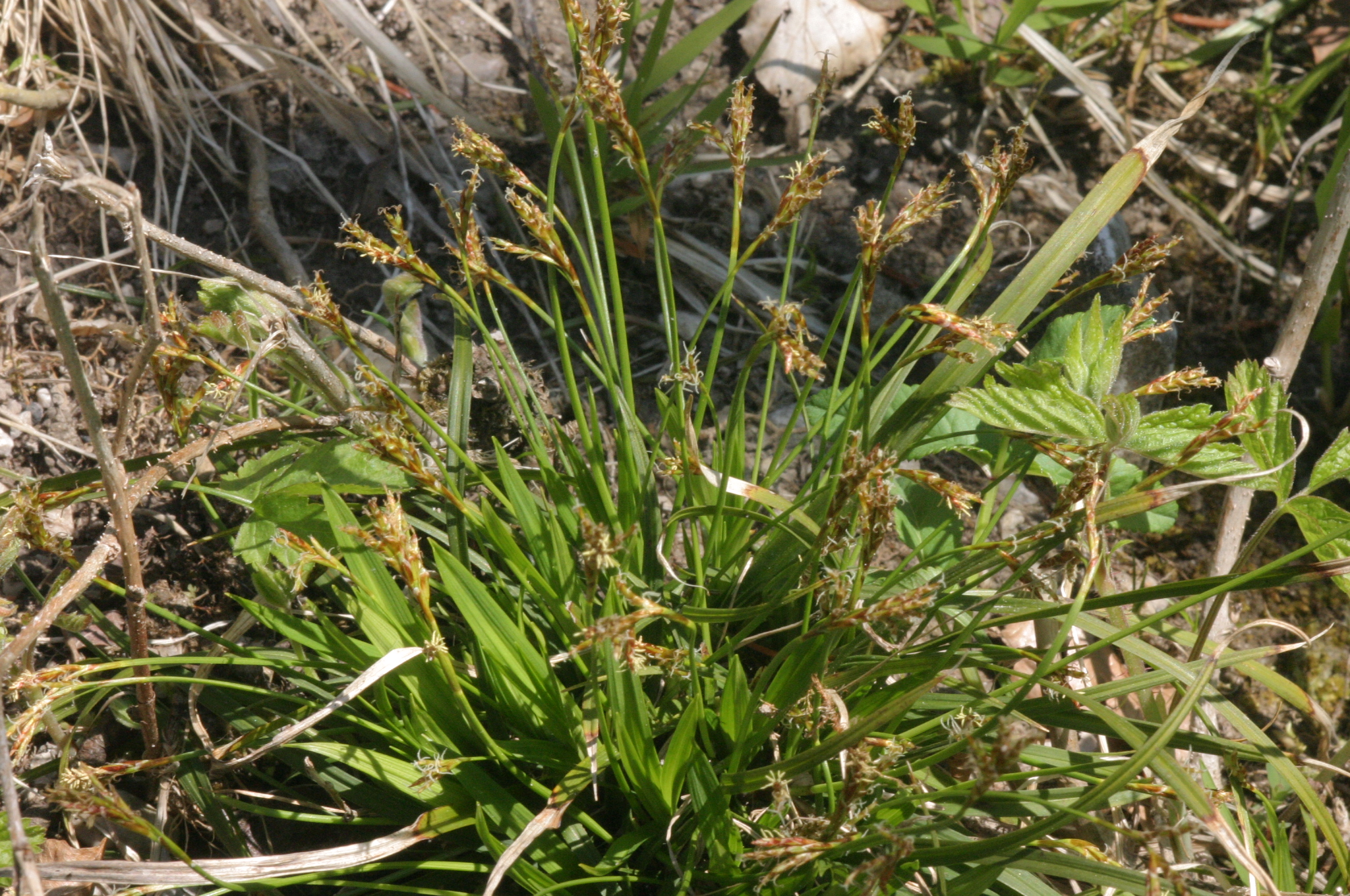
Habitus von Carex ornithopoda subsp. ornithopoda

## Vorkommen
Die Art ist im subozeanischen Europa bis zur Türkei beheimatet und ist ein submeridional-alpines bis temperat-montanes sowie boreales Florenelement. Sie kommt in Europa in fast allen Ländern vor und fehlt nur in Portugal, Irland, Island, Belgien, Dänemark, Ungarn, Moldau,  Bulgarien, Nordmazedonien, Griechenland und im europäischen Teil der Türkei. In den Alpen ist sie verbreitet, im übrigen Deutschland zerstreut bis selten. Sie wächst in wärmeliebenden Wäldern, Gebüschen und Halbtrockenrasen. Sie ist kalkhold. Sie hat in Mitteleuropa ihren Schwerpunkt in Erico-Pinion-Gesellschaften, kommt aber auch im Carici-Fagetum, in Gesellschaften des Alno-Ulmion, Quercion pubescentis, Berberidion oder in offenen Brometalia- und Seslerietalia-Gesellschaften vor.

## Systematik
Die Erstveröffentlichung von Carex ornithopoda erfolgte durch Carl Ludwig Willdenow in Species Plantarum, Editio quarta. Tomus IV, Pars 1, Seite 255.
Je nach Autor gibt es etwa zwei Unterarten, die von manchen Autoren aber auch als Arten angesehen werden:
- Carex ornithopoda Willd. subsp. ornithopoda: Bei dieser Unterart sind die Schläuche dicht kurz behaart.[1] Die Blütezeit reicht von April bis Mai.[1] Sie kommt in Europa und in der Türkei vor.[3] In den Allgäuer Alpen steigt sie in Vorarlberg am Üntscheller bei Schoppernau bis in Höhenlagen von 2130 Meter auf,[6] im Engadin erreicht sie an der Fuorcla Tavrü beim Piz Tavrü 2750 Meter.[1] Die ökologischen Zeigerwerte nach Landolt et al. 2010 sind in der Schweiz für diese Unterart: Feuchtezahl F = 2+ (frisch), Lichtzahl L = 3 (halbschattig), Reaktionszahl R = 4 (neutral bis basisch), Temperaturzahl T = 3+ (unter-montan und ober-kollin), Nährstoffzahl N = 2 (nährstoffarm), Kontinentalitätszahl K = 3 (subozeanisch bis subkontinental).[7]
- Alpen-Vogelfuß-Segge (Carex ornithopoda subsp. ornithopodioides (Hausm.) Nyman, Syn.: Carex ornithopoda subsp. elongata (Leyb.) Vierh., Carex ornithopodioides Hausm.): Sie blüht im Juli.[1] Bei dieser Unterart sind die Schläuche ganz kahl. Ihre Stängel sind nicht über 10 Zentimeter hoch und stark bogig bis halbkreisförmig herabgekrümmt.[1] Sie kommt in Mittel- und Südeuropa in Schneeboden-Gesellschaften als Arabidetalia caeruleae-Ordnungscharakterart, aber auch im Caricetum firmae im Hochgebirge vor.[2] Ihre Vorkommen liegen in den Allgäuer Alpen in Höhenlagen von 1500 bis 2200 Metern,[6] sie erreicht in Graubünden im Ofengebiet am Piz Nair 2965 Meter.[1] Die Chromosomenzahl beträgt 2n = 54.[2] Die ökologischen Zeigerwerte nach Landolt et al. 2010 sind in der Schweiz für diese Unterart: Feuchtezahl F = 3 (mäßig feucht), Lichtzahl L = 5 (sehr hell), Reaktionszahl R = 4 (neutral bis basisch), Temperaturzahl T = 1 (alpin und nival), Nährstoffzahl N = 2 (nährstoffarm), Kontinentalitätszahl K = 3 (subozeanisch bis subkontinental).[5]